# Il negozio di porcellane
Il negozio di porcellane (The China Shop) è un film del 1934 diretto da Wilfred Jackson. È un cortometraggio d'animazione della serie Sinfonie allegre, basato sulla fiaba di Hans Christian Andersen La pastorella e lo spazzacamino (1845). Fu distribuito negli Stati Uniti dalla United Artists il 13 gennaio 1934.

## Trama
Un anziano signore, proprietario di un negozio di porcellane, chiude il suo negozio per la notte. Appena se ne va, le porcellane del negozio prendono vita e si mettono a ballare insieme a suon di musica, in particolare una dama e un gentiluomo di porcellana ballano insieme con le altre porcellane del negozio. All'improvviso però, un satiro di porcellana prende vita e, dopo aver cercato inutilmente di conquistare la dama, la rinchiude in una lanterna ingoiando poi la chiave. Ne deriva così una furiosa battaglia tra il gentiluomo e il satiro che finisce per coinvolgere molte delle porcellane presenti nel negozio, alla fine il satiro ha la peggio venendo distrutto dal pendolo dell'orologio, il gentiluomo prende quindi la chiave e libera la dama. A quel punto è già mattina, il signore riapre il suo negozio ma quando vede tutte le porcellane distrutte rimane disperato, poi però decide di trasformare il suo negozio di porcellane in un negozio di antiquario. Mette quindi il gentiluomo e la dama in vetrina, quest'ultimi (anche se un po' rovinati) sono comunque felici di stare insieme.